# キンセンカ
トウキンセンカ（唐金盞花、学名：Calendula officinalis）とホンキンセンカ(ヒメキンセンカ)Calendula arvensis L.があるが、一般にキンセンカと言えばトウキンセンカの事。キク科の植物。別名はカレンデュラ。ポットマリーゴールドと呼ばれる食用キンセンカと園芸キンセンカでは葉の違いや育て方の違いがある。
最盛期は3月～6月。

## 概要
原産地は地中海沿岸。北アメリカ、中央アメリカ、南ヨーロッパなどで栽培されている。春咲き一年草として扱うが宿根草タイプは冬を越すので「冬知らず」の名で市場に出回る。
葉は長さ5〜18センチメートルの単葉、しばしば荒い毛が生えている。花径10cmほどでオレンジ色や黄色の花を咲かせる。花容は一重、八重、また中心に黒のスポットのあるものと多彩。
観賞用のほか食用品種（食用きんせんか、カレンジュラ）もある。日本では観賞用として花壇などに植えられるが、ヨーロッパでは原種はハーブの1つに数えられるエディブル・フラワー（食用花）である。
キンセンカの軟膏は火傷からにきびまで幅広い皮膚のトラブルの治療薬になると考えられている。「貧乏人のサフラン」、「エジプトサフラン」と呼ばれるように、花弁がサフランの代用品として利用されることが多い。
チョウ目の幼虫（ヨトウガ、キシタバ、ヤガのような）の餌として用いられる。

## 栽培

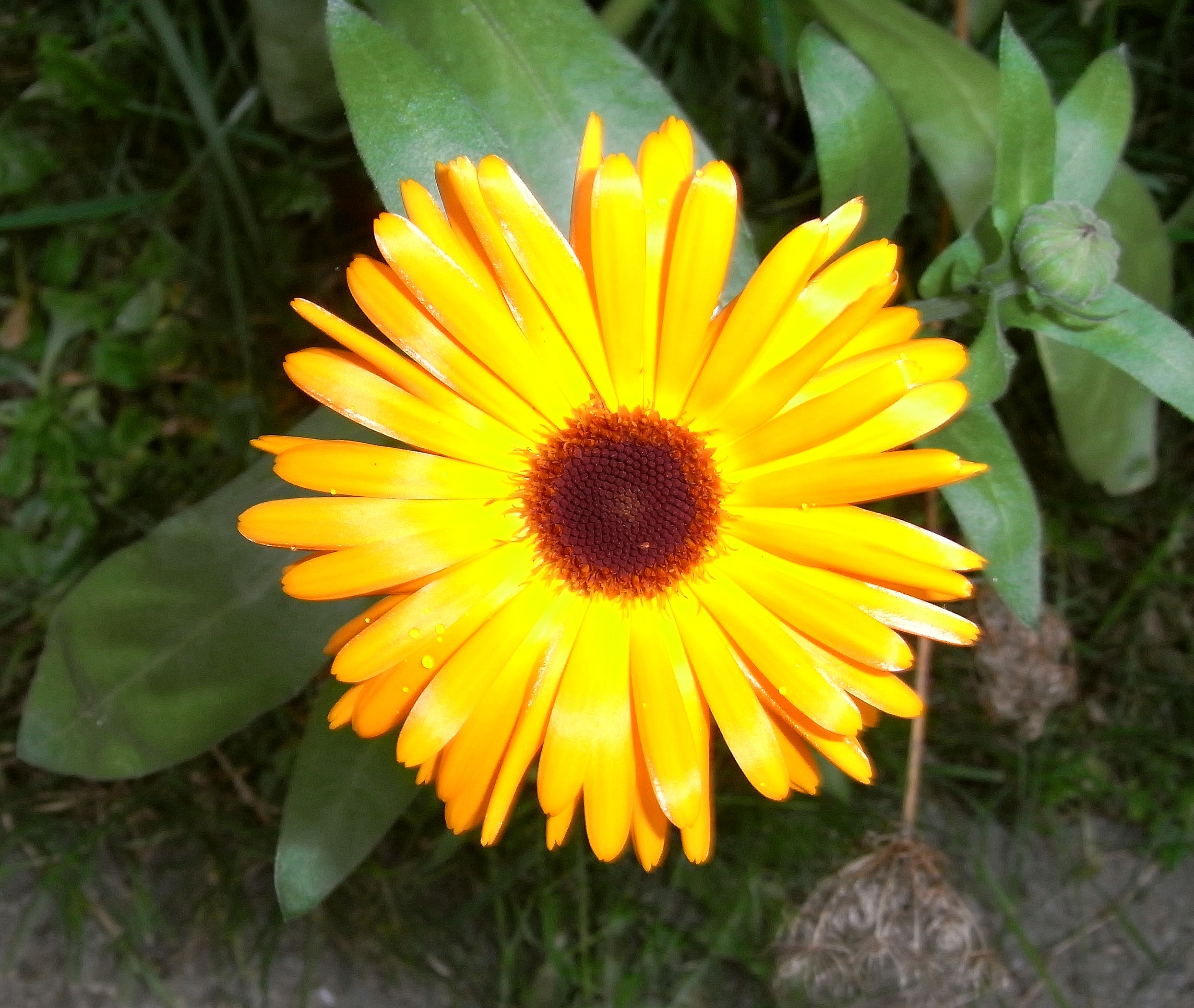

種まきは秋か早春にするが、寒冷地以外は秋まきが普通である。18-25℃の気温下では種まき後5日ほどで発芽する。土は選ばないが酸性土壌では育ちが悪く、弱アルカリ性の土壌を好む。また日当たりを好む。茎は直立性で20cmから1mの高さ。よく分枝するので、切り戻してそれを促す。開花期間は春先から初夏である。栽培は容易であるが、うどんこ病、アブラムシが発生する。

## 人間との関わり
トウキンセンカ（カレンデュラ）の学名「Calendula」は、「月の初めの日」という意味のラテン語で、カレンダーの語源となっている。
キンセンカの花ことばは「別れのかなしみ」。これはギリシャ神話の、太陽神アポロンとクリムノンの物語に由来する。
太陽神アポロンとクリムノンは相思相愛だったが、二人に嫉妬した雲の神が空を8日間覆いアポロンを隠してしまった。8日もアポロンの姿がみえない事に絶望したクリムノンは、ショックのあまりに痩せ衰え死んでしまう。9日ぶりに姿を見せた太陽神アポロンは、愛するクリムノンを不憫に思い、死体をトウキンセンカに変えたという。
また、中世の頃はキンセンカを眺めているだけで視力が強化されると考えられていた。